# Handball-Oberliga Sachsen 1997/98
Die Handball-Oberliga Sachsen 1997/98 wurde unter dem Dach des Handball-Verbandes Sachsen (HVS) organisiert und war die höchste Spielklasse des Landesverbandes Sachsen. Die Oberliga Sachsen war nach der Bundesliga, der 2. Bundesliga und der Handball-Regionalliga eine der vierthöchsten Spielklassen im deutschen Handball.

## Saisonverlauf
Die Oberliga Sachsen 1997/98 war die siebte Ausspielung der Handball-Oberligasaison. Meister wurde der ESV Lok Hoyerswerda, der sich damit auch für die Regionalliga Süd 1998/99 qualifizierte.

### Modus
Es wurde eine Hin- und Rückrunde gespielt. Nach Abschluss der daraus resultierenden 26 Spieltage stieg der Sachsenmeister in die Regionalliga Süd auf, während die letzten zwei Mannschaften in die Verbandsligen absteigen mussten.

## Teilnehmer und Platzierungen
Nicht mehr dabei waren Auf- und Absteiger der Vorsaison. Neu hinzu kamen die Absteiger (A) aus der Regionalliga Süd und die Aufsteiger (N) aus der Verbandsligen.

### Männer
 1. ESV Lok Hoyerswerda
- 2. HSG Freiberg
- 3. SV 04 Plauen-Oberlosa
- 4, HC Einheit Plauen
- 5. SSV Chemnitz-Rottluff
- 6. HSV Glauchau
- 7. EHV Aue II
- 8. OSC Löbau
- 9. SC Motor Meerane
- 10 USV TU Dresden (N)
- 11 BSV Limbach-Oberfrohna
- 12 SG LVB Leipzig II

 13. Zwönitzer HSV 1928

 14. SV Hartha

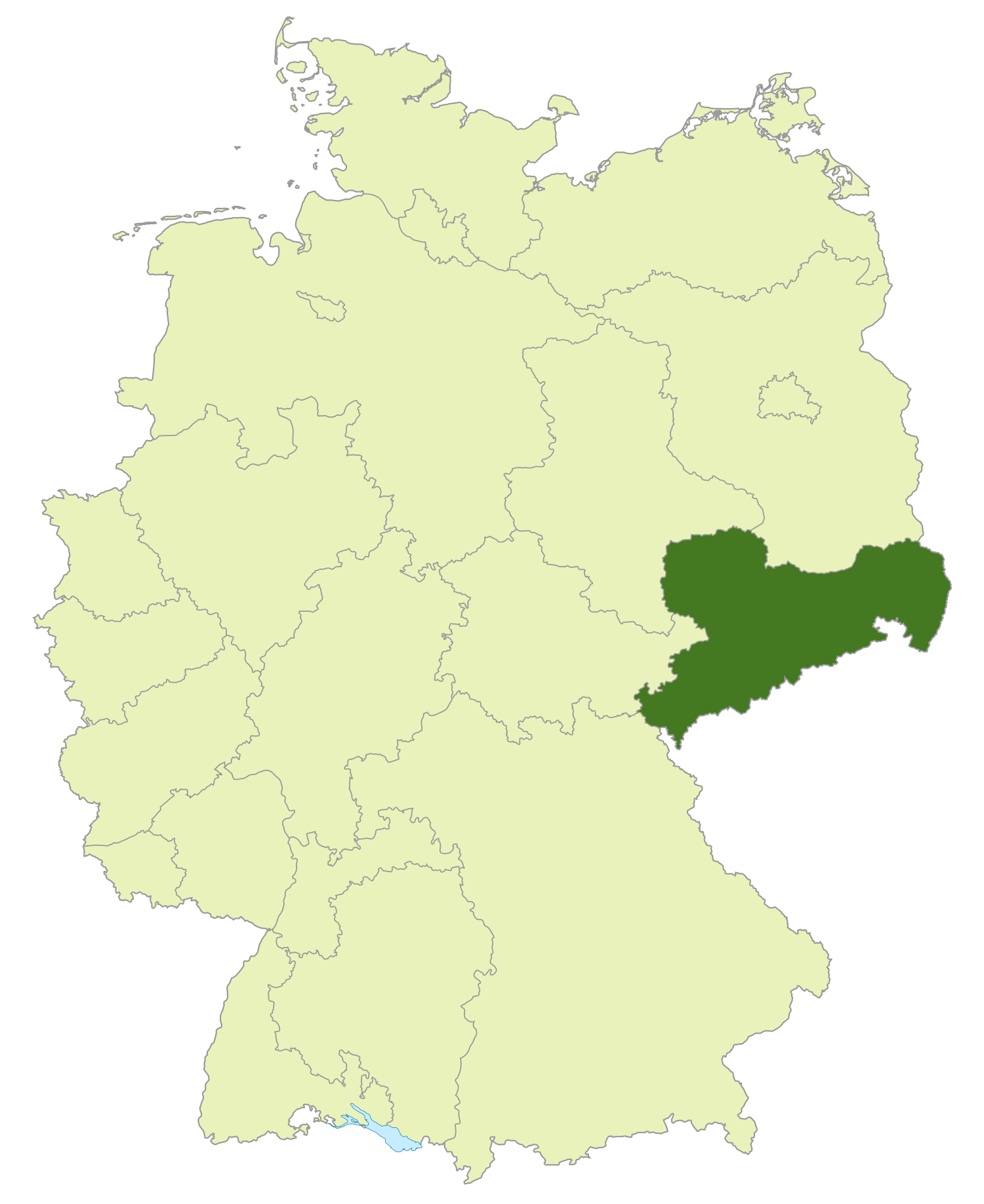
Bereich „Handball-Verband Sachsen“ (grün)

(A) = Absteiger aus der Regionalliga Süd (N) = neu in der Liga

 Sachsenmeister und Aufsteiger zur Regionalliga Süd 1998/99
- Für die Oberliga  1998/99 qualifiziert